# Deutscher Wetterdienst
Le Deutscher Wetterdienst (DWD) est le service météorologique de la République fédérale d'Allemagne sous la direction du ministère fédéral des transports, des édifices et des affaires municipales. Le quartier général est à Offenbach-sur-le-Main mais comporte également six autres centre régionaux à Hambourg, Potsdam, Leipzig, Essen, Stuttgart et Munich.
Le DWD est membre de l'Organisation météorologique mondiale, du Centre européen de prévision météorologique à moyen terme, de l'Organisation européenne pour l'exploitation des satellites météorologiques (EUMETSAT) et du GIE Eumetnet.

## Histoire
Le DWD fut fondé le 11 novembre 1952 par une loi signé par le président de l'Allemagne de l'Ouest, Theodor Heuss, par la fusion des différents services météorologiques formés dans les trois zones d'occupation de l’Allemagne de l'Ouest après la Seconde Guerre mondiale. La loi a été promulguée le 29 novembre. En 1954, la République fédérale d'Allemagne joignit l'Organisation météorologique mondiale. En 1975, le DWD commença à participer au Centre européen de prévision météorologique à moyen terme pour le développement d'aide à la prévision jusqu'à dix jours. En 1990, le service météorologique de l'Allemagne de l'Est se joignit au DWD après la réunification du pays. Depuis, nombre de stations météorologiques automatiques ont remplacé les stations de prise de données par une personne  ce qui a diminué le personnel du service. Selon le DWD cela n'a pas détérioré la qualité des services ni des prévisions.

## Structure
Le Deutsche Wetterdienst est un service du ministère fédéral des transports, des édifices et des affaires municipales. En 2012, il emploie environ 2 600 personnes à son quartier-général de Offenbach-sur-le-Main ; dans les centres régionaux de Hambourg, Potsdam, Leipzig, Essen, Stuttgart et Munich ; et 69 stations météorologiques humaines (des 181 appartenant au service) dont certains rapportent 24 heures sur 24 et d'autres selon un horaire plus restrictif. Le DWD peut également compter sur environ 2 400 stations climatologiques maintenues par des volontaires.

## Champs d'action
Prises de données :

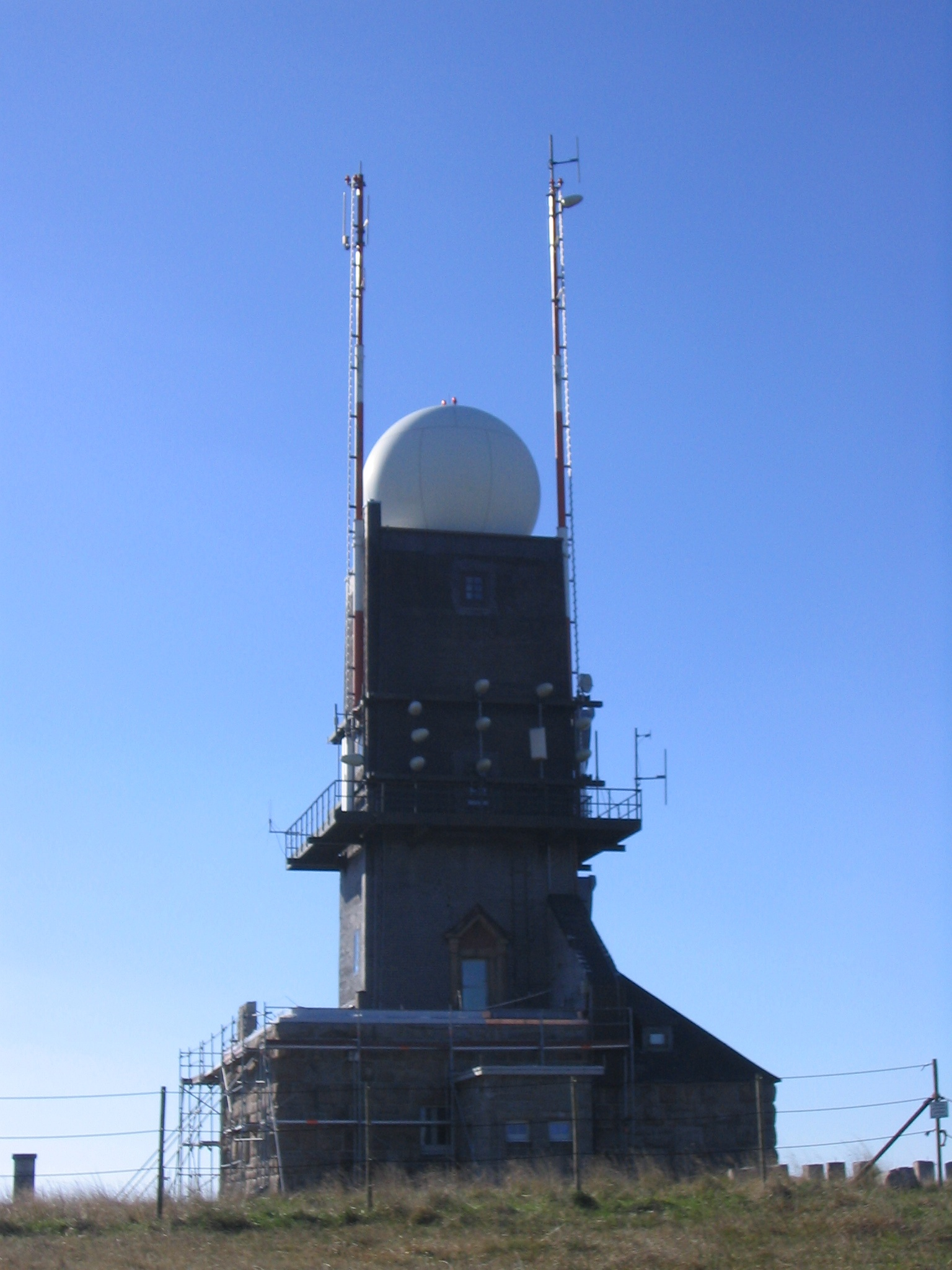
Un des radars du service météo en 2005.

- Stations météorologiques de surface
- Radiosondages
- Radars météorologiques (18 radars[5] à double polarisation de EEC depuis 2008[6],[7])
- Traitement des données de Météosat
- Surveillance de la radiation

Prévisions météorologiques :
- Météorologie aéronautique
- Météorologie maritime
- Climatologie et environnement
- Biométéorologie (concentration de pollen, hypersensitivité aux changements météorologiques, radiation ultra-violet, bioclimat et qualité de l'air)
- Hydrométéorologie
- Agrométéorologie
- Alerte météorologique
- Prévision numérique du temps (le DWD fait partie de COSMO)